# Elke Achtner-Theiß
Elke Achtner-Theiß (* 1951) ist eine deutsche Journalistin und Sachbuchautorin sowie – unter dem Pseudonym Ella Theiss – die Verfasserin von Kriminalromanen.

## Leben und Wirken
Nach ihrem Studium der Germanistik und der Soziologie mit dem Abschluss Magister Artium hatte sie ein Volontariat und anschließend eine Anstellung als Redakteurin bei der Frankfurter Rundschau. Danach war sie Leitende Redakteurin innerhalb des Gemeinschaftswerks der Evangelischen Publizistik in der EKD.
Später hat sie vorwiegend im Bereich Lebensmittel und Ökologie als Journalistin und Sachbuchautorin gearbeitet – so war sie als freie Redakteurin u. a. tätig für BioHandel und ReformhausKURIER (Chefredaktion) sowie als Chefredakteurin des Naturkostmagazins Schrot & Korn. Daneben veröffentlichte sie zahlreiche Beiträge u. a. in der Berliner Zeitung, dem Kölner Stadt-Anzeiger, dem Nordhessischen Verkehrsverbund, unter oekolandbau.de (BÖLN) und im Öko-Test-Magazin.
Seit 2006 hat sie unter dem Pseudonym Ella Theiss mehrere Krimikurzgeschichten in Anthologien und seit 2009 drei Kriminalromane veröffentlicht, die von der Literaturkritik mit zahlreichen lobenden Rezensionen bedacht wurden, wie z. B. vom Focus, der Neben der Spur zu den „fünf besten Krimis des Sommers 2012“ zählte. Zudem wurde sie mehrfach für Literaturpreise nominiert und u. a. mit einem 2. Platz beim Gerhard-Beier-Preis 2010 für ihr Romandebüt Die Spucke des Teufels ausgezeichnet.
Elke Achtner-Theiß bzw. Ella Theiss ist Mitglied im Syndikat sowie bei den Mörderischen Schwestern. Sie lebt in der Nähe von Darmstadt, ist verheiratet, hat zwei erwachsene Töchter und drei Enkelkinder.

## Auszeichnungen
- 2006: Nominierung Alternativer Medienpreis
- 2006: Top Ten bei der Story-Olympiade
- 2010: 2. Platz beim Gerhard-Beier-Preis für Die Spucke des Teufels
- 2013: 2. Platz beim Freiburger Krimipreis für Der Versager[4]
- 2013: Quo-Vadis-Kurzgeschichten-Preis für Das Hurenkind
- 2017: Nominierung Friedrich-Glauser-Preis 2017 in der Sparte Kurzgeschichte für Sehnsucht, in: Suche Trödel, finde Leiche, KBV-Verlag 2016.[5]
- 2017: Nominierung Ralf-Bender-Preis für Krimi-Kurzgeschichten
- 2020: 3. Preis beim Literaturwettbewerb der Gemeinde Stockstadt[6]

## Bibliografie

### Belletristik

#### Kurzprosa
- Alles kurz und klein – Geschichten vom gerechten Zorn. Kurzkrimis. E-Book-Originalausgabe: Edition Gegenwind (BoD), Berlin 2019, ISBN 978-3-7494-9739-3.

#### Romane
- Die Spucke des Teufels. Historischer Kriminalroman. Grafit Verlag, Dortmund 2009. ISBN 978-3-89425-609-8; Taschenbuchausgabe 2011. ISBN 978-3-89425-614-2; Neuauflage Edition Gegenwind (tredition), Berlin 2021, ISBN 978-3-347-18439-8.
- Neben der Spur. Kriminalroman. Grafit Verlag, Dortmund 2012. ISBN 978-3-89425-402-5; Lizenzausgabe: Bertelsmann Lesering, Rheda-Wiedenbrück 2014.
- Duo mit Beretta – ein Kriminalroman aus Darmstadt. Prolibris Verlag, Kassel 2016. ISBN 978-3-95475-135-8.
- Darmstädter Nachtgesänge. Historischer Roman. Verlag Edition Oberkassel, Düsseldorf 2021. ISBN 978-3-95813-232-0. Neuauflage Edition Gegenwind (Tredition), Berlin 2023, ISBN 978-3-347-80497-5.
- Das Darmstädter Mörderliebchen. Historischer Roman. Gmeiner Verlag, Meßkirch 2024, ISBN 978-3-8392-0567-9.

#### Herausgeberschaften
- Kriminelle Weihnachten auf den Nordseeinseln. Windspiel Verlag, Scharbeutz 2015, ISBN 978-3-944399-36-2.

### Kinder- und Jugendliteratur
- Öko-Tips für Kids – ein Buch über Klamotten, Hobbys, Futtern, Feiern und anderen Alltagskram. Mit Zeichnungen von Felix Görmann alias Flix. Verlag Die Werkstatt, Göttingen 1994. ISBN 978-3-923478-97-2.

### Sachbücher
- Ratgeber Kleinkinder. Red.: Jürgen Stellpflug (Herausgeber), Irene Stratenwerth. Rowohlt Verlag, Reinbek bei Hamburg 1990 (Vollst. überarb. Neuausg., 151. – 162. Tsd. 1996). ISBN 978-3-499-18518-2.
- Ökologie im Haushalt – ein kritischer Ratgeber. Völlig neu bearb. Auflage bzw. aktualisierte Neuauflage der Vorlage von Nika Hartmann mit einem Vorwort von Joschka Fischer. Verlag Die Werkstatt, Göttingen 1991 (4. Aufl.), ISBN 3-923478-45-3.
- Schwarze Kunst auf grünen Pfaden – Buchherstellung nach ökologischen Grundsätzen. Zus. mit Matthias Buchert und Volrad Wollny. Steidl Verlag, Göttingen 1997. ISBN 978-3-88243-383-8.
- Mangold und Pastinake – vergessene Gemüsesorten neu entdeckt. Zusammen mit Sabine Kumm. Jan Thorbecke Verlag, Ostfildern 2007. ISBN 978-3-7995-3531-1.
- Unser Kochbuch der 80er Jahre. Zusammen mit Fritz-Jürgen Theiß. Wartberg Verlag, Gudensberg-Gleichen 2010. ISBN 978-3-8313-2389-0.
- Guter Heinrich trifft Sieglinde – Geschichten und Gerichte aus der Gemüseküche. Zusammen mit Sabine Kumm. Jan Thorbecke Verlag, Ostfildern 2010. ISBN 978-3-7995-3551-9.
- Alte Gemüsesorten – von der Ackerbohne bis zur Zuckerwurzel. Zusammen mit Sabine Kumm. Anaconda Verlag, Köln 2015. ISBN 978-3-7306-0290-4.